# The Legend of Zelda: Skyward Sword
The Legend of Zelda: Skyward Sword (яп. ゼルダの伝説 スカイウォードソード Дзэруда но Дэнсэцу Сукайуо:до Со:до) — игра жанра action-adventure для консоли Wii, разработанная отделом Nintendo Entertainment Analysis and Development. Игра выпущена 18 ноября 2011 года в Европе, 20 ноября 2011 года в Северной Америке, 23 ноября 2011 года в Японии и 24 ноября 2011 года в Австралии. Сюжетно The Legend of Zelda: Skyward Sword — приквел ко всем вышедшим ранее играм серии. Игра использует аксессуар Wii MotionPlus, обеспечивающий интуитивное и точное управление мечом и другими предметами в игре. По сравнению с предыдущей игрой серии на Wii The Legend of Zelda: Twilight Princess была переработана схема управления, в частности, система прицеливания. Помимо обычного издания, игра была выпущена в 2 вариантах: Special Edition, включающий саму игру и диск с музыкой серии в оркестровой аранжировке, и Limited Edition, который, кроме игры и диска с музыкой, содержит пульт Wii Plus «фирменного» золотого цвета с символикой серии. 17 февраля 2021 на презентации Nintendo Direct было объявлено, что HD версия игры выйдет на Nintendo Switch 16 июня того же года, также переведенная на русский язык.

## Игровой процесс
Одним из важных отличий Skyward Sword от предыдущих игр серии Legend of Zelda является отход от традиционного чередования исследования «внешнего» мира и прохождения подземелий. Управление было переработано, его удобство и простота обеспечиваются поддержкой новых функций аксессуара Wii MotionPlus, благодаря чему каждое движение контроллера точно передается в игру. Игрок может совершать мечом колющие и режущие удары, использовать щит для защиты и нападения и управлять внутриигровыми механизмами. При использовании меча в боях теперь важно не только нанести удар в нужный момент, но и выбрать оптимальные угол и направление атаки. Помимо меча в распоряжении главного героя игры по имени Линк оказались хлыст, бомбы, рогатка, лук и даже механические жуки, с помощью которых можно доставать предметы из недоступных Линку мест. Индикатор выносливости отображает уровень сил Линка, который теперь может ускоряться и с разбега вскарабкиваться на стены. Ещё одним отличием Skyward Sword является то, что действие игры не приостанавливается при использовании напитков, восстанавливающих здоровье, внешний вид карт стал более понятным, поэтому игроку стало легче ориентироваться в игровом мире. Кроме того, все элементы интерфейса можно отключить в настройках игры. Как и в предыдущих играх серии, важную роль играет музыкальный инструмент. На этот раз Линку придётся овладеть техникой игры на лире. По ходу игры он также будет находить различные сокровища, коллекционировать насекомых, плавать, летать на птицах и даже путешествовать во времени.

## Сюжет
Согласно официальной хронологии, Skyward Sword является приквелом ко всем вышедшим ранее играм серии. Протагонист серии Линк на этот раз рождается в Скайлофте — городе, который располагается на парящем над облаками огромном острове. Линк растёт и воспитывается, как совершенно обычный житель Скайлофта, но однажды ему попадается особый меч (Goddess Sword — «меч богини») и благодаря духу Фай (Fi), обитающей в этом мече, он узнаёт о другом, прежде неизвестном и расположенном где-то под облаками мире, которым правит зло. Путешествуя между мирами, Линк постепенно приближается к раскрытию главной тайны — как и по какой причине два мира игры оказались разделены. По мере прохождения сюжетной линии Goddess Sword превращается в Master Sword — символ всей серии. Продюсер игры Эйдзи Аонума в одном из интервью рассказал о героях игры. Так, на этот раз Зельда — не принцесса, а просто хорошая подруга Линка. По ходу игры Зельда исчезает, и Линку необходимо её отыскать. Его главным противником становится повелитель демонов Гирахим (Ghirahim), а исчезновение Зельды оказывается похищением, организованным с неизвестной целью таинственным и могущественным персонажем, правящим подоблачным миром. Развитие истории Skyward Sword раскрывает нам сюжетные предпосылки Ocarina of Time, в частности, причины появления Ганондорфа.

## История создания
В апреле 2008 года гейм-дизайнер Nintendo Сигэру Миямото рассказал, что для работы над новой игрой The Legend of Zelda сформирована команда разработчиков. Позднее он подтвердил эту информацию на выставке E3 2008 и заявил, что игра создаётся для консоли Wii. Разработка Skyward Sword началась в промежутке между созданием двух игр серии The Legend of Zelda для портативной платформы Nintendo DS: после окончания работ над Phantom Hourglass и до начала разработки Spirit Tracks. Режиссёр Хидэмаро Фудзибаяси и его команда одновременно создавали Skyward Sword и Spirit Tracks, пока последняя не была готова. Затем всех до единого членов команды перекинули на разработку игры для Wii. В одной из статей в журнале Official Nintendo Magazine предполагалось, что в ноябре 2008 года разработка игры находится на этапе планирования уровней; судя по первым кадрам игры, показанным на E3 2009, это предположение оказалось достаточно точным.
Хотя графический движок игры ещё не был завершен на момент её показа на выставке Е3 2009, её сюжетная составляющая была почти полностью готова; избранной группе журналистов был продемонстрирован концепт-арт игры. Это изображение, опубликованное спустя несколько дней, вызвало довольно бурное обсуждение сообществом возможных сюжетных деталей: на арте изображен практически взрослый Линк, держащий в правой руке щит, а за его спиной стоит призрачная фигура женщины. В одном из своих интервью Миямото намекнул на значение таинственной спутницы Линка, обратив внимание журналистов на то, что на изображении у Линка нет меча. Появились предположения, что женщина представляет собой персонификацию Master Sword.
Также Миямото объявил, что игра задействует аксессуар Wii MotionPlus. Спустя несколько месяцев от использования функций Wii MotionPlus было решено отказаться, так как продюсер игры Эйдзи Аонума посчитал это нецелесообразным. Однако, он изменил своё решение, после того как гейм-дизайнер Кацуя Эгути в игре Wii Sports Resort продемонстрировал ему, насколько сильно новые функции могут повлиять на игровой процесс. Кстати, на эту демонстрацию Кацую Эгути уговорил Миямото. В результате для Skyward Sword даже были заимствованы некоторые элементы из этой сборника спортивных игр. Позднее Аонума подтвердил: для игры обязательно потребуется Wii MotionPlus, и объяснил, что с его помощью бой на мечах становится невероятно интуитивным и удобным — словно пульт Wii и меч в игре становятся одним целым. Вместо разработки Skyward Sword от одного сюжетного события к другому команда, в первую очередь, работала над механикой игры. Причиной такого решения стало намерение исправить один из недостатков Twilight Princess — слишком большие и «пустые» пространства, придав при этом игре больше реализма. Президент Nintendo Сатору Ивата объявил о том, что компания планирует выпустить игру до конца 2010 года, а продемонстрирована она будет на выставке E3 2010.
15 июня 2010 года на пресс-конференции в рамках выставки Е3 2010 Nintendo раскрыла вторую часть названия игры — Skyward Sword, а также объявила о том, что выход игры отложен до 2011 года. Источниками вдохновения для дизайнеров стали работы Поля Сезанна, немалую роль сыграла и любовь Миямото к искусству импрессионистов. Одной из причин отказа от реалистичной графики стало желание создателей выделить некоторые черты персонажей, сделать возможным создание необычных героев, подчеркнуть особенности и слабые места противников. Большую часть музыки к игру сочинил Хадзимэ Вакаи, но постоянный композитор серии Кодзи Кондо тоже внёс свой вклад, написав несколько дополнительных композиций. Команда изъявила желание включить в Skyward Sword несколько треков в оркестровой аранжировке, но Миямото сначала выступил против этого, так как посчитал, что игре, в центре которой стоит геймплей, это не нужно. Позднее в 2010 году было всё-таки решено, что в игре будут присутствовать такие композиции. К команде разработки присоединился композитор Super Mario Galaxy Махито Ёкота. На выставке E3 2011 была объявлена дата выхода Skyward Sword — четвёртый квартал 2011 года. 17 августа 2011 года стало известно, что Skyward Sword выйдет в Европе 18 ноября, а в Северной Америке — 20 ноября. Игра была выпущена в двух вариантах: «Специальное издание» и «Ограниченное издание». В обоих вариантах в комплекте с игрой идёт диск с музыкой серии в оркестровой аранжировке. «Ограниченное издание» содержит также пульт Wii Plus золотого цвета с символикой игры. Согласно официальной информации, музыкальный диск должен был присутствовать только в первом тираже игры — это приурочено к 25-летнему юбилею серии The Legend of Zelda.
В ноябре 2018 года сообщалось что на концерте, посвященном музыке серии The Legend of Zelda, продюсер серии Эйдзи Аонума объявил, что Skyward Sword будет переиздана на игровой приставке Nintendo Switch.

## Награды и оценки

### Рецензии
| Сводный рейтинг       | Сводный рейтинг |
| Агрегатор             | Оценка          |
| --------------------- | --------------- |
| GameRankings          | 93,15 %         |
| Game Ratio            | 91 %            |
| Metacritic            | 93/100          |
| MobyRank              | 92/100          |
| Иноязычные издания    |                 |
| Издание               | Оценка          |
| 1UP.com               | B+              |
| AllGame               | [ 43 ]          |
| CVG                   | 9,8/10          |
| Edge                  | 10/10           |
| EGM                   | 8,5/10          |
| Eurogamer             | 10/10           |
| Famitsu               | 40/40           |
| G4                    | 4/5             |
| Game Informer         | 10/10           |
| GamePro               | 4/5             |
| GameRevolution        | A               |
| GameSpot              | 7,5/10          |
| GamesRadar+           | 9/10            |
| GameTrailers          | 9,1/10          |
| GameZone              | 9,0/10          |
| IGN                   | 10/10           |
| Nintendo Power        | 9,5/10          |
| Nintendo World Report | 10/10           |
| ONM                   | 98 %            |
| VideoGamer            | 10/10           |
| WorthPlaying          | 8,5/10          |
| Cheat Code Central    | 5/5             |
| GamesTM               | 9/10            |
| GoNintendo            | 10/10           |
| Metro GameCentral     | 10/10           |
| Guardian              | 5/5             |
| Wired                 | 10/10           |
| Русскоязычные издания |                 |
| Издание               | Оценка          |
| «Страна игр»          | 9,5/10          |

Первая рецензия на Skyward Sword появилась в журнале Official Nintendo Magazine 20 октября 2011 года с оценкой 98 %. Это самая высокооцененная журналом игра для консоли Wii. Skyward Sword была названа в рецензии «лучшей в истории игрой серии Legend of Zelda». 21 октября 2011 года Edge поставил игре максимальную оценку — 10/10: «С приходом этой игры на Wii консоль Nintendo станет именно такой, какой она была задумана с самого начала». В рецензии журнала GamesTM Skyward Sword получила 9 баллов: «Отполированная и вылизанная до блеска, практически безупречная игра, ещё раз доказывающая, что в создании ярких и запоминающихся миров с Nintendo не сравнится никто». 4 ноября 2011 года в анонсе декабрьского выпуска журнала Game Informer один из его редакторов сообщил, что Skyward Sword получила от них максимальную оценку — 10 баллов из 10 возможных. 11 ноября 2011 года портал IGN поставил игре также максимальный балл (10/10). Рецензент от GoNintendo также дал игре 10 баллов из 10: «The Legend of Zelda: Skyward Sword — лучшая в истории игра серии Legend of Zelda». Текущая оценка игры на агрегаторе Metacritic составляет 93 %, на Game Rankings — 93,06 %.
Skyward Sword выдвинута на звание «Игра года 2011» на ежегодной церемонии Video Game Awards, проводимой телеканалом Spike TV.